# Jean-Pierre Dedet
Pour les articles homonymes, voir Dedet.
Jean-Pierre Dedet, né le 1er mai 1941 à Cournonterral en France, est un médecin et microbiologiste et universitaire français, spécialiste des leishmanioses.

## Biographie
Jean-Pierre Dedet fait ses études de médecine à Montpellier puis obtient une habilitation à diriger les recherches en 1990 à l'université Paris-VI. Il est chargé de recherches à l'Institut Pasteur de 1972 à 1977, puis chef de Laboratoire (1978-1989) et chef de Service (1990-1991). Détaché à l'Institut Pasteur d'Algérie de 1972 à 1976, il travaille à l'Institut Pasteur de Dakar, au Sénégal (1976-1978), puis à Paris (1978-1981) et à l'Institut Pasteur de la Guyane française (1981-1987).
À l'Organisation mondiale de la santé, il est membre du Scientific Working Group on leishmaniasis de 1977 à 1984, et membre (1977-1981) puis président (1982-1984) du Steering Committee on Leishmaniasis epidemiology, parasitology, vector biology and control. De 1988 à 1991, il est codirecteur de l'Instituto Boliviano de Biologia de Altura (Bolivie).
De retour en France, il est nommé à l'université Montpellier 1 et au CHRU de Montpellier en tant que professeur des universités-praticien hospitalier (1991-2010). Il est ensuite nommé chef de service du Laboratoire de parasitologie-mycologie du CHU de Montpellier (1994-2007), puis directeur de l’UMR 5093 CNRS-Université Montpellier 1 (1997-2007), directeur du Centre national de référence des Leishmania à Montpellier (1998-2010) et enfin directeur Collaborating Centre for Leishmaniasis de l’OMS à Montpellier (2004-2008).
De 1977 à 2010, il est membre de comités d’experts sur les leishmanioses, à l’OMS à Genève.
Depuis 2010, Jean-Pierre Dedet est professeur émérite de la faculté de médecine de Montpellier.
Il est spécialiste de l'épidémiologie, de la clinique et du traitement des leishmanioses,,,. Il a été classé, en 2013, second au niveau mondial en termes de publications et de collaborations dans le domaine des leishmanioses par la Revista da sociedade brasileira de medicina tropical.

## Titres et distinctions
- Chevalier des Palmes académiques
- Chevalier de l'Ordre national du Mérite
- Membre de l'Académie des sciences d’outre-mer : membre titulaire de la 4e section (en 2002)
- Membre (en 2014) et Président (en 2017-2021) de l'Académie des Hauts Cantons (fauteuil XX)[7]
- Membre de l'Académie des Sciences et Lettres de Montpellier (section Médecine, fauteuil VIII) (2023)
- Lauréat de la Faculté de Médecine de Montpellier (Prix de thèse Cabannes, Histoire Naturelle, 1968)
- Lauréat de l'Académie nationale de Médecine (Prix Jean-François Coste d’Histoire de la Médecine,  pour l’ouvrage : « Les Instituts Pasteur d’outre-mer, cent vingt ans de microbiologie française dans le monde, 2002)
- Prix littéraire Algérianiste Jean Pomier pour l’ouvrage « L’Algérie d’Edmond Sergent, directeur de l’Institut Pasteur d’Algérie (1912-1962) », Editions Kallimages, Paris (2011).

## Publications
- Les Instituts Pasteur d’Outre-mer, cent vingt ans de microbiologie française dans le monde (L’Harmattan, 2000). (Prix d’Histoire de la Médecine de l’Académie Nationale de Médecine, 2002).
- La Microbiologie, de ses origines aux maladies émergentes (Dunod, 2007).
- Les épidémies, de la peste noire à la grippe A/H1N1 (Dunod, 2010).
- L’Algérie d’Edmond Sergent, Directeur de l’Institut Pasteur d’Algérie de 1912 à 1962 (Éditions Kallimages) (Prix littéraire algérianiste Jean Pomier 2011).
- Edmond et Étienne Sergent et l’épopée de l’Institut Pasteur d’Algérie, Double biographie (Éditions Domens, 2013).
- Culture historique pour l’UE7(PACES) (Dunod, 2013).
- Abrégé illustré d'histoire de la médecine (DOCIS, 2016).
- Teaching Medicine in Montpellier : a 900-year-long story. The oldest School of Medicine in the Western world (Sauranps-Medical, 2020).
- 900 ans d'enseignement de la Médecine à Montpellier : la plus ancienne École de Médecine du Monde Occidental (Sauramps-Médical, 2020).
- Les épidémies. De la peste noire à la covid-19. (Dunod, Paris, collection EKHO, 2021).
- Les leishmanioses, Ellipses, 1999.

### Traductions d’ouvrages
- Clifford A.Pickover : Le Beau livre de la Médecine, Dunod, 2013
- Michael C. Gerald : Le Beau livre des remèdes et des médicaments, Dunod, 2014